# Агрессия (игра)
Агрессия (англ. Aggression: Reign Over Europe) является военно-исторической стратегией реального времени с ролевыми элементами, в которой игрок может выступить в качестве лидера России, Великобритании, Франции или Германии и принять участие в событиях переломного момента европейской истории — эпохи Тотальных Войн 1914—1945 годов.

## Игровой процесс
В игре четыре государства, доступных для управления: Россия, Англия, Германия, Франция (также присутствуют государства, за которые поиграть нельзя, но которые участвуют в игровом процессе — Австро-Венгрия, Турция, Италия и Испания). Игрок выбирает одно из них и управляет его развитием в период с 1910 по 1950 гг. В ходе исторических кампаний игрок может выполнить несколько сотен заданий и пройти всю эпоху Тотальных Войн, принять участие в обеих Мировых войнах.

## Особенности игры
- Военно-историческая стратегия, временные рамки игры ограничены 1910—1950 гг.
- Трехмерная графика тактического и глобального режимов, детализированная карта Европы.
- Свобода действий игрока в выборе стратегии своего государства, возможность создать альтернативную историю Европы.
- Более 120[2] типов боевых юнитов (пехота, конница, артиллерия, танки и бронемашины, авиация).
- Политическая, экономическая и боевая системы, реалистично отражающие особенности ведения европейской политики и войны в XX веке.
- Более 200[2] реально существовавших исторических личностей: политики, генералы, общественные деятели, жившие в этот период времени.
- Масштабные сражения на 92[2] полностью трёхмерных тактических картах.

## Оценки и мнения
«Агрессия» была неоднозначно оценена прессой, которая хвалила идею и сеттинг, но отнесла к недостаткам различные проблемы с геймплеем. На сайте MobyGames средняя оценка составляет 63 балла из 100 возможных. На Absolute Games игра получила оценку в 57 %.